# Cerapachys longitarsus
Cerapachys longitarsus är en myrart som först beskrevs av Mayr 1879.  Cerapachys longitarsus ingår i släktet Cerapachys och familjen myror. Inga underarter finns listade i Catalogue of Life.

## Bildgalleri

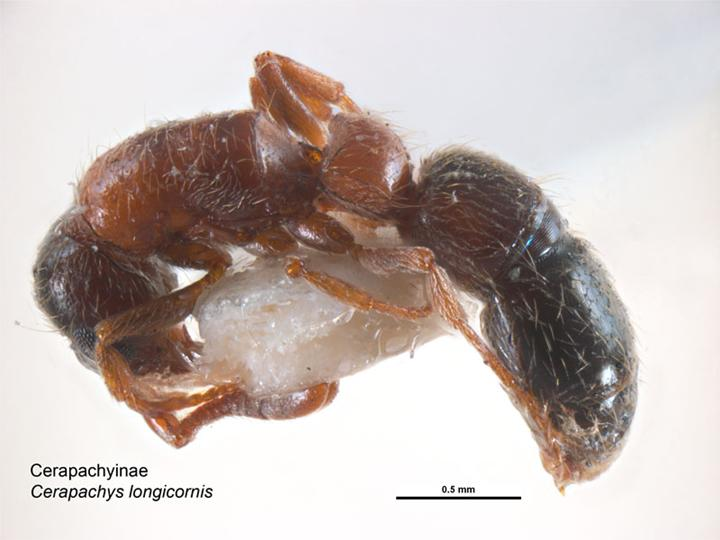